# Cascantes
Cascantes es una localidad española del municipio de Cuadros, en la provincia de León, comunidad autónoma de Castilla y León. 
Situado en la margen derecha del río Bernesga.
Los terrenos de Cascantes de Alba limitan con los de Llanos de Alba y La Robla al norte, Brugos de Fenar, Rabanal de Fenar, Candanedo de Fenar, Solana de Fenar, Robledo de Fenar, Naredo de Fenar y Pardave al noreste, Pedrún de Torío, Matueca de Torío y Fontanos de Torío al este, La Flecha de Torío, Garrafe de Torío, Valderilla de Torío, Palazuelo de Torío y Riosequino de Torío al sureste, La Seca de Alba y Cabanillas al sur, Valsemana y Rioseco de Tapia al suroeste, Tapia de la Ribera, Selga de Ordás, Benllera y Otero de las Dueñas al oeste y Carrocera, Santiago de las Viñas, Olleros de Alba y Sorribos de Alba al noroeste.
Perteneció al antiguo Concejo de Alba. 
Tiene unos 80 habitantes que aumentan con la llegada de los meses de verano. Como otras localidades de la geografía española, sufre una despoblación provocada por la falta de empleo en la zona. Hoy se han abandonado las actividades de los sectores agrícola y ganadero en favor de la actividad industrial existente en poblaciones cercanas como La Robla, Santa Lucía o León.
Su iglesia, que está bajo la advocación de San Pedro, es del siglo XVIII de construcción sencilla y encuentra similitudes con las de poblaciones de su mismo municipio. En su edificación se emplearon sillares de piedra caliza traídos de otra iglesia del siglo X dedicada a San Félix que existió al este del pueblo en el valle de Valdeiglesia y de la que ya apenas quedan ruinas.
Se desconoce cuál es el origen del pueblo, pero ya aparece nombrado en un documento real en el siglo X que hace referencia a la citada iglesia de San Félix.
Las fiestas patronales de Cascantes son el 12 de octubre en honor de la Virgen de los Remedios, que goza de gran devoción entre las gentes del pueblo y de otras localidades cercanas que acuden a la misa y posterior procesión que se celebran ese día. Las fiestas del Corpus Christi ya no tienen celebración relevante, pero antaño eran incluso más importantes que las del 12 de octubre.